# Eublemma thermella
Eublemma thermella là một loài bướm đêm trong họ Erebidae.